# Barkly Highway
Barkly Highway – australijska droga krajowa nr 66 i część drogi krajowej A2, o łącznej długości 755 km. Łączy drogę Stuart Highway w pobliżu Tennant Creek na obszarze Terytorium Północnego z miejscowością Cloncurry i drogą Landsborough Highway, w stanie Queensland.
W pobliżu osady Barkly Homestead, krzyżuje się z drogą stanową nr 11, Tablelands Highway.